# ب‌ام‌و ایکس۲ (اف۳۹)
ب‌ام‌و ایکس۲ (اف۳۹) (به انگلیسی: (BMW X2 (F39) یک کراس‌اوور کوچک است. این خودرو در ابتدا به عنوان یک نمونه کانسپت در سال ۲۰۱۶ و در نمایشگاه خودروی پاریس رونمایی شد و در اکتبر سال ۲۰۱۷ به تولید انبوه رسید.
علیرغم سایز تقریباً مشابه با ایکس۱ اما این خودرو جایگزین آن محسوب نمی‌شود و در کنار هم بفروش می‌رسند.
این خودرو همانند دیگر مدل‌های سری ایکس شرکت ب‌ام‌و از پکیج نسخه ام برخوردار است و با سفارش تجهیزات سری ام سپر اسپرت برای جلو و عقب برای خودرو قرار می‌گیرد.
قیمت این خودرو در حول و حوش ۳۸ هزار دلار است. طبق اعلام شرکت ب‌ام‌و این خودرو (فعلاً) فاقد هرگونه سیستم پیمایش خودکار می‌باشد.

## اندازه بدنه

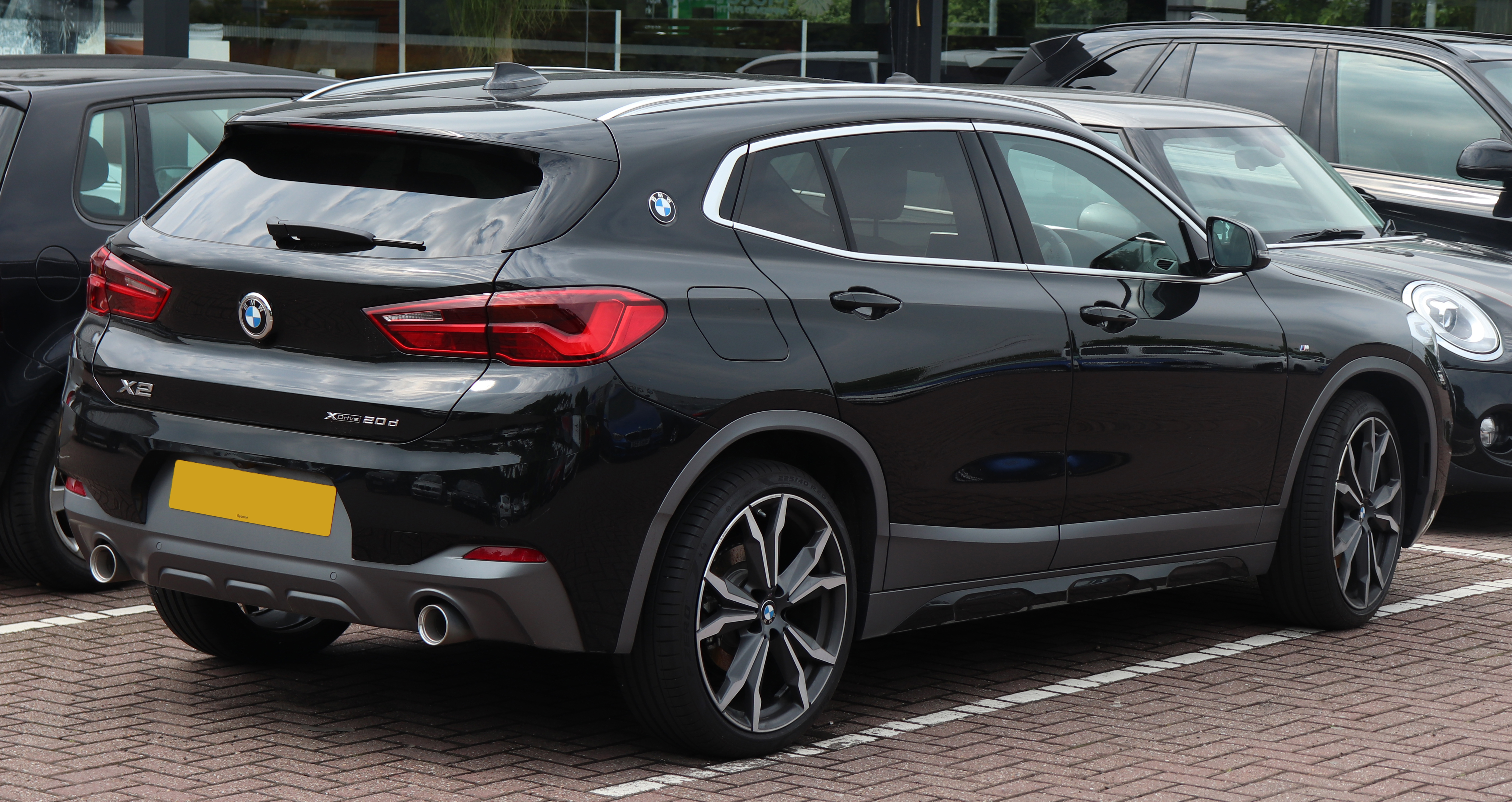
نمای پشت

شاید با خود فکر کنید که ایکس۲ از ایکس۱ بزرگتر و از ایکس۳ کوچکتر است اما در اصل این خودرو ۷٫۵ سانتی‌متر از ایکس۱ کوچکتر است و فاصله سقف آن از سطح زمین و نیز ارتفاع آن از سطح زمین هم از ایکس۱ کمتر است. اما فاصله بین دو محور این خودرو با ایکس۱ برابر است و همین مهم سبب می‌گردد تا فضای سرنشینان در این خودرو تفاوت چندانی با ایکس۱ نداشته باشد. همچنین فاصله اورهنگ (چرخهای جلو و عقب) آن به انتهای سپر از ایکس۱ کمتر است و همین عامل در کنار بدنه پف کرده و سه بعدی آن را از ایکس۱ بزرگتر نشان می‌دهد

## مدلها
ایکس ۲ در سه مدل عرضه می‌شود:
- M Sport
- M Basic
- Sport X

که نسخه آخر گونه جدیدی از ب‌ام‌و است.
مدل‌های موجود خارج از آمریکای شمالی شامل:
- sDrive20i
- xDrive20i

که دارای پیشرانه دیزلی چهارسیلندر دو لیتری توربو شارژ با قدرت ۱۸۹ اسب بخار هستند که به یک جعبه دنده هفت دنده دو کلاچه اتوماتیک متصل شده‌اند.

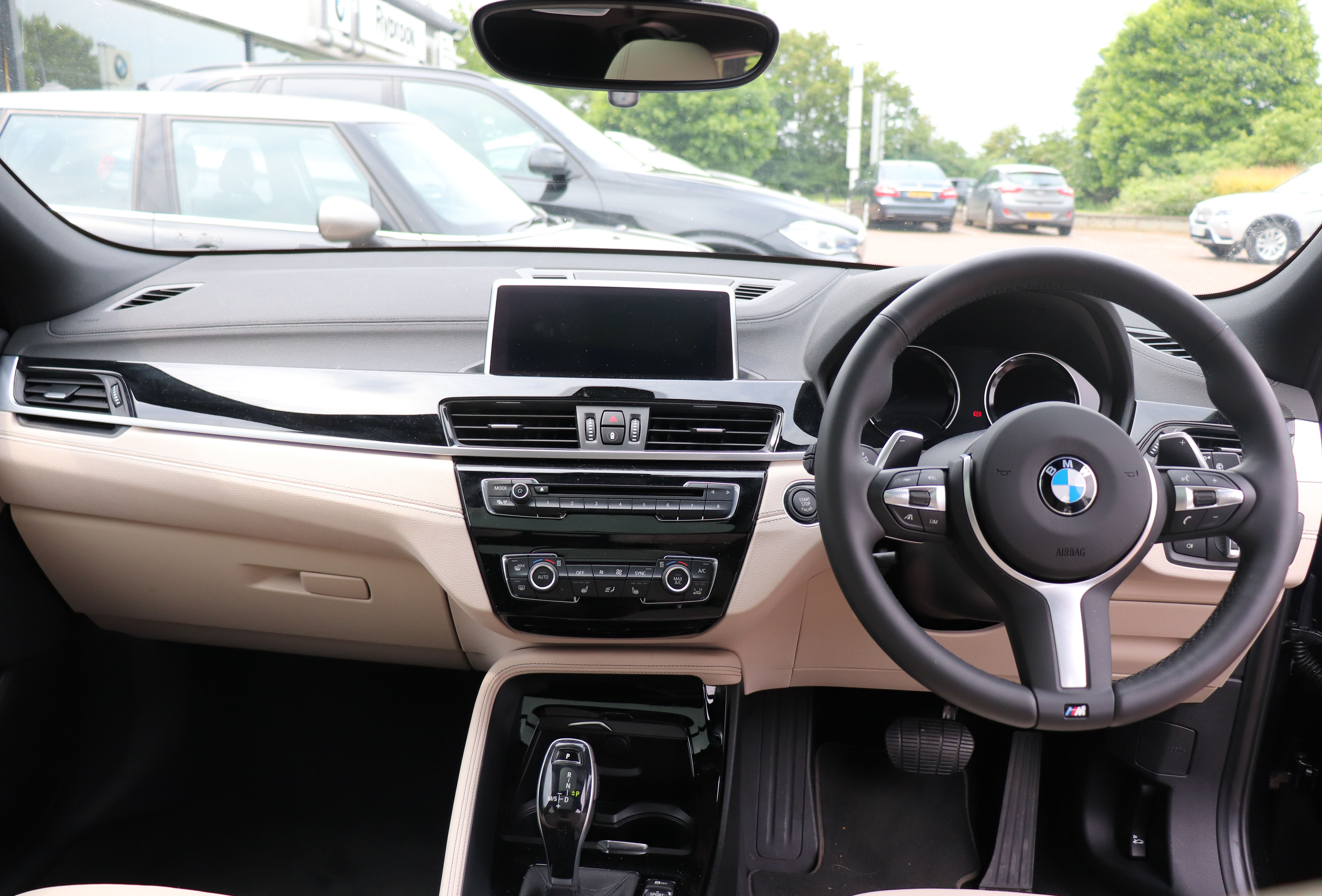
نمای داخلی

مدل xDrive20d دارای ۱۸۷ اسب بخار قدرت است که به یک جعبه دنده هشت سرعته مجهز شده‌است.
مدل xDrive25d دارای ۲۲۷ اسب بخار قدرت است که از یک موتور دو لیتری توربوشارژ مجهز شده به گیربکس هشت سرعته بهره می‌برد. در هنگام عرضه گیربکس دستی برای این خودرو در نظر گرفته نشده‌است.
در آمریکای شمالی ایکس دو در مدل‌های زیر عرضه شده‌است:
- sDrive28i
- xDrive28i

این دو مدل از موتور ۲لیتری توربوشارژ با ۲۲۸ اسب بخار قدرت سود می‌برند. این دقیقاً همان پیشرانه استفاده شده در نسل جدید ایکس۱ است.

## خط تولید
ایکس۲ در گروه خودروسازی ب‌ام‌و و در کارخانه ب‌ام‌و در رگنسبورگ آلمان در کنار خط تولید ایکس۱ تولید می‌شود.